# Photinus tenuicinctus
Photinus tenuicinctus är en skalbaggsart som beskrevs av Green 1956. Photinus tenuicinctus ingår i släktet Photinus och familjen lysmaskar. Inga underarter finns listade i Catalogue of Life.